# Faucons rouges (Belgique)
Pour le mouvement en général, voir Mouvement international des Faucons - Internationale socialiste d'éducation.
Le mouvement des Faucons Rouges est un mouvement de jeunesse belge créé en 1928 par Jean Nihon. Cette structure associative a une orientation de gauche et elle compte 60 sections locales réparties à travers toute la Belgique francophone. Elle accueille des jeunes âgés de 6 à 35 ans.
Tombé en désuétude, le mouvement militant, accusé de détournement de fonds pour avoir présumément gonflé le nombre de ses membres pour décrocher des financements, est déclaré en faillite en mai 2025.

## Activités proposées
Cette section ne s'appuie pas, ou pas assez, sur des sources secondaires ou tertiaires indépendantes du sujet. Le texte peut contenir des analyses inexactes ou inédites de sources primaires.
Pour l'améliorer, ajoutez-en, ou placez des modèles {{Source secondaire souhaitée}} ou {{Source secondaire nécessaire}} sur les passages mal sourcés. (octobre 2024)
Comme toutes les organisations de jeunesse, le mouvement Faucons rouges propose à ses affiliés diverses activités telles que des jeux d’intérieur et d’extérieur, des chants et danses folkloriques, des activités manuelles comme la poterie et des activités sportives comme le VTT. Certaines sections ont ouvert des ateliers plus spécifiques consacrés à l’informatique, à la mécanique, à la cuisine ou encore au travail du fer et du bois.
En tant qu'organisation marquée à gauche, le but du mouvement des Faucons rouges est d'aller à la rencontre des personnes les plus défavorisées. Dans cette optique, de nombreuses sections se sont volontairement implantées dans ses bassins industriels ou au centre de logis sociaux. Le souci commun est d’accueillir les personnes considérées comme trop souvent exclues, telles que les immigrés, les chômeurs, les familles nombreuses et les familles recomposées.
Le mouvement des Faucons rouges fait partir chaque année en centre de vacances environ mille enfants issus de milieux défavorisés. Outre la Belgique, ces enfants visitent de nombreux pays géographiquement proches (France, Suisse, Pays-Bas, Angleterre, etc), mais également des pays plus éloignés comme le Pérou ou le Sénégal.
Pour se financer, le bureau central des Faucons rouges organise des journées communautaires dans divers lieux consacrés à la culture. Par ailleurs, les sections locales organisent indépendamment du Bureau central des visites de musées ou d’expositions ainsi que des soirées spectacles dont certains sont montés et joués par les jeunes eux-mêmes.

## Aspect international
Le Mouvement fait partie de l’IFM-SEI (International Falcon Movement) au même titre que de nombreuses organisations de jeunesse de gauche à travers le monde. De ce fait, il organise régulièrement des rencontres avec des mouvements similaires d'autres pays afin d'aborder avec les jeunes des sujets de société tels que la montée des partis nationalistes en Europe, la question du racisme, les droits de l'enfant ou encore l'égalité des sexes.[réf. nécessaire]

## Scandales financiers et affaires judiciaires
En 2024, le mouvement est accusé d'avoir détourné depuis quinze ans de l'argent de la Fédération Wallonie Bruxelles en gonflant le nombre de membres. La somme détournée est estimée à plusieurs millions d'euros,.
Les Faucons rouges sont déclarés judiciairement en faillite le 19 mai 2025.